# Javirroyo
Javier Royo Espallargas (Zaragoza, 1972), conocido como Javirroyo, es un diseñador, ilustrador e historietista español.

## Biografía
Javirroyo nació en 1972 en Zaragoza. Pasa su infancia en el barrio zaragozano del Picarral donde comienza a ilustrar para las revistas de movimientos vecinales posteriores a la Transición Española. En 1990 se traslada a Bilbao para estudiar arte y diseño en la Facultad de Bellas Artes (en el Campus de Vizcaya (Universidad del País Vasco)) y durante los años 90 comenzó a colaborar en fanzines como dibujante e ilustrador. A partir de ahí colabora para publicaciones como Monográfico (revista) o La Comictiva.
En 1999 empieza a editar con Subterfuge Records el que será su personaje más conocido, La Cebolla Asesina, en formato cómic book, del que se venderán miles de ejemplares. En 2001 edita el primer álbum recopilatorio del personaje titulado La Cebolla Asesina contra todos. Un año más tarde, en 2002, se edita su segundo álbum Los 7 pecados vegetales. Más tarde, en 2010 se editará otro libro de La Cebolla Asesina, Sexo, mentiras y armas de destrucción masiva.
Como ilustrador también ha trabajado para editoriales como Edelvives o Santillana, en proyectos de ilustración infantil.
En 2000 se traslada a vivir a Sigüenza (Guadalajara).
Desde 2004 hasta 2007 para la revista Interviú, ilustrando el artículo de opinión de Juan José Millás. En 2004, participó también en el equipo de redacción y como autor en el periódico de humor El Virus Mutante, junto a Forges, Gallego y Rey, El Roto, Peridis, Pablo Carbonell y otros autores.
En 2003 funda un proyecto propio, de objetos de autor, llamado Tía Felisa, que desembocará en su proyecto más conocido en el ámbito de la ilustración y la edición de autor: Chispum. Es en 2007 cuando crea esta marca ya conocida de vinilos decorativos de autor junto a Idoia García de Cortázar. Gracias a Chispum, sus diseños e ilustraciones se distribuyen en la actualidad en Europa, USA, Canadá, Japón, Corea e Iberoamérica. En el catálogo de Chispum aparecen autores conocidos como Javier Mariscal, Mario Eskenazi, Juanjo Sáez o Miguel Gallardo entre otros.
En 2007 se muda a Barcelona donde funda su estudio propio (Javirroyo) desde donde desarrolla proyectos de diseño e ilustración.
En 2009 funda el semanario de humor gráfico en línea El Estafador, junto a Juanjo Sáez, Pepo Pérez, Liniers (historietista), Tute y Sergi Padró. En la actualidad es el editor del mismo. Como autor ha publicado en El Estafador su conocida serie de dibujos negros sobre la crisis en España.

## Obra
| Fecha | Título                                                           | Autor                                          | Tipo                                                                  | Publicación                                        |
| ----- | ---------------------------------------------------------------- | ---------------------------------------------- | --------------------------------------------------------------------- | -------------------------------------------------- |
| 2001  | La Cebolla Asesina contra todos                                  | Javirroyo                                      | Libro                                                                 | Subterfuge                                         |
| 2002  | La Cebolla Asesina en los 7 pecados vegetales                    | Javirroyo                                      | Libro                                                                 | Subterfuge                                         |
| 2003  | Mundo Vegetal                                                    | Javirroyo                                      | Cuadernillo                                                           | Comisiones Obreras / Juventudes Obreras Cristianas |
| 2004  | Diseño Digital                                                   | Javirroyo                                      | Libro                                                                 | Paidós                                             |
| 2009  | La Cebolla Asesina. Sexo, mentiras y armas de destrucción masiva | Javirroyo                                      | Libro                                                                 | Blur Ediciones                                     |
| 2012  | Pop Arb 2012                                                     | Javirroyo                                      | Historieta breve (1 página). Cuaderno de historietas del sello PopArb | Pop Arb                                            |
| 2013  | Liquidación por derribo                                          | Lucía Etxebarría                               | Libro                                                                 | Bronce, Editorial Planeta                          |
| 2014  | Subterfuge Comix                                                 | Javirroyo + varios autores                     | Recopilatorio                                                         | Autsaider Comics                                   |
| 2015  | Martín Berasategui y David de Jorge                              | Javirroyo, Martín Berasategui y David de Jorge | Libro                                                                 | Debate, Penguin Random House                       |
| 2016  | La Tortilla de Patatas                                           | Javirroyo, y David de Jorge                    | Libro                                                                 | Debate, Penguin Random House                       |

## Entrevistas
- Entrevista al diseñador Javirroyo: “El humor hace avanzar a las personas, les hace pensar”
- Javirroyo (Ánima)
- El 'buenrollismo' hecho vinilo
- Javirroyo, ilustrador y editor de El Estafador